# Distrito Municipal de Dr. Ruth Segomotsi Mompati
Dr. Ruth Segomotsi Mompati es un distrito municipal de Sudáfrica en la provincia del Noroeste. Su nombre hace referencia a Ruth Mompati, política y embajadora sudafricana. 
Ruth Mompati fue considerada heroína y luchadora antiapartheid en su país.
El centro administrativo es la ciudad de Vryburg.

## Demografía
Según datos oficiales contaba con una población total de 463.815 habitantes.